# HTC Sensation
HTC Sensation – telefon komórkowy tajwańskiej firmy HTC.
Jest to smartfon pracujący pod kontrolą systemu operacyjnego Android 2.3 "Gingerbread" z dotykowym wyświetlaczem o przekątnej 4,3 cala i aparatem cyfrowym 8 MPx zdolnym nagrywać filmy w rozdzielczości Full HD 1080p z prędkością 30 klatek na sekundę i dźwiękiem stereo. Nowa funkcja edycji wideo (Video Trimmer) umożliwia optymalizację rozmiarów pliku, pozwalając przesłać go do serwisów internetowych lub do znajomych. Jest wyposażonym w dwurdzeniowy procesor Qualcomm Snapdragon taktowany częstotliwością 1,2 GHz, zaprezentowany w kwietniu 2011 roku i stanowi odpowiedź HTC na Samsunga Galaxy S II.
W marcu 2012 roku telefon otrzymał aktualizację systemu Android do wersji 4.0.3 ICS oraz uaktualnienie nakładki Sense do wersji 3.6.

## Krytyka
Pojawiły się informacje, iż telefon traci zasięg podczas „nieprawidłowego” trzymania w dłoni.
Znaleziono również krytyczne dziury w nakładce HTC Sense.
Użytkownicy narzekają też na uginający się ekran, brud za wyświetlaczem, częsty brak reakcji na dotyk po odblokowaniu, nie idealną płynność Sense 3.0, słabą wydajność baterii, niewielką ilość wbudowanej pamięci, słabą jakość głośnika, przeciętną jakość słuchawek, częste uszkodzenia bocznego przycisku regulacji głośności, przeciętną jakość zdjęć i filmów z aparatu, HTC watch niedostępny w Polsce.